# Мидланд (Јужна Дакота)
Мидланд (енгл. Midland) град је у америчкој савезној држави Јужна Дакота.

## Демографија
По попису из 2010. године број становника је 129, што је 50 (-27,9%) становника мање него 2000. године.
| Група             | 2000.       | 2010.       |
| Белци             | 178 (99,4%) | 122 (94,6%) |
| Афроамериканци    | 0 (0,0%)    | 0 (0,0%)    |
| Азијати           | 0 (0,0%)    | 0 (0,0%)    |
| Хиспаноамериканци | 0 (0,0%)    | 0 (0,0%)    |
| Укупно            | 179         | 129         |